# Накадзима, Харуо
Харуо Накадзима (яп. 中島 春雄 Nakajima Haruo); 1 января 1929 — 7 августа 2017) — японский актёр, наиболее известен своей ролью Годзиллы в период с пятидесятых годов до начала 1970-х.
Накадзима родился в Ямагате, Япония. По мнению многих, он является лучшим актёром за долгую историю франшизы про Годзиллу. Директор по визуальным эффектам компании «Тохо» Эйдзи Цубурая считал значение Накадзимы неоценимым, и во время своей карьеры актёр принимал участие в большинстве фильмов кайдзю (японские монстры). Спустя двадцать лет работы, после съёмок фильма Годзилла против Гайгана (1972), когда студия завершила контракт с ним и разделилась на несколько дочерних предприятий, Накадзима завершил актёрскую карьеру. Тем не менее он продолжил работу в компании «Тохо» в течение нескольких следующих лет.
Начиная с конца 1990 годов, Накадзима несколько раз принимал участие в различных мероприятиях, посвященных японским фильмам о монстрах, которые проходили в Чикаго, Нью-Йорке, Нью-Джерси и Голливуде (в 2000 году). В апреле 2011 он посетил фестиваль Monsterpalooza в Бербанке, Калифорния. Его автобиография на японском языке 『怪獣人生 元祖ゴジラ俳優・中島春雄』(«Жизнь монстра: Харуо Накадзима, актёр, сыгравший Годзиллу») опубликована издательством Yosensha 17 июля 2010.

## Избранная фильмография

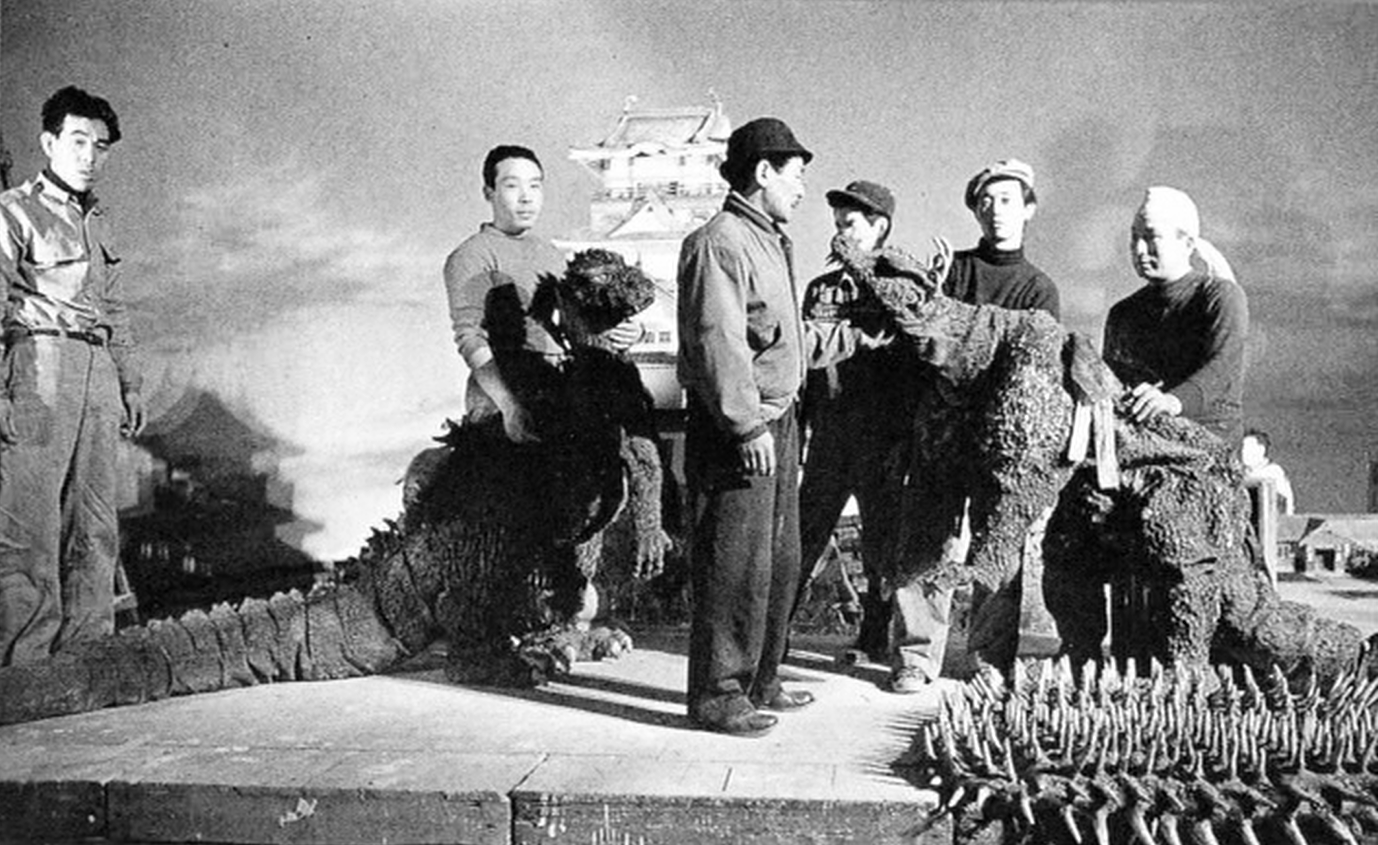
Накадзима (второй слева) на съёмках Годзилла снова нападает (1955)

### Фильмы
- 1949 — Бездомный пёс
- 1952 — Меч по найму
- 1952 — Женщина, которая коснулась ноги
- 1953 — Орёл Тихого океана
- 1954 — Прощай, Рабаул
- 1954 — Семь самураев
- 1954 — Годзилла (Годзилла, репортёр)
- 1954 — Человек-невидимка
- 1955 — en:Meoto zenzai
- 1955 — Годзилла снова нападает (Годзилла)
- 1956 — Мадам Белая Змея
- 1956 — Радон (Родан, Мегагуирус, офицер полиции)
- 1957 — Мистериане (Могера, офицер полиция)
- 1958 — Великий монстр Варан (Варан)
- 1958 — H-Man (H-Man, матрос)
- 1958 — Три негодяя в скрытой крепости
- 1959 — Босс преисподней
- 1959 — Подводная лодка I-57 не сдается
- 1959 — Отчаянный форпост
- 1959 — Последняя перестрелка
- 1960 — Тайна телегиан
- 1960 — Буря над Тихим океаном
- 1960 — Отчаянный на западе
- 1960 — Человек пара
- 1961 — Телохранитель
- 1961 — Сорвиголова в замке
- 1961 — Мотра (Мотра)
- 1961 — Последняя война
- 1961 — История замка Осака[5]
- 1962 — Кинг-Конг против Годзиллы (Годзилла)
- 1962 — 47 самураев
- 1963 — На крыльях через Тихий океан
- 1963 — Сэнгоку Яро
- 1963 — Матанго (Матанго)
- 1963 — Атрагон: Летающая суперсубмарина
- 1964 — Годзилла против Мотры (Годзилла)
- 1964 — Догора
- 1964 — Гидора, трёхголовый монстр (Годзилла)
- 1965 — Отступление от Киски
- 1965 — Франкенштейн против Барагона (Барагон)
- 1965 — Годзилла против Монстра Зеро (Годзилла)
- 1966 — Чудовища Франкенштейна: Санда против Гайры (Гайра)
- 1966 — Что случилось, тигровая лилия
- 1966 — Годзилла против морского монстра (Годзилла)
- 1967 — Сын Годзиллы (Годзилла)
- 1967 — Побег Кинг-Конга
- 1968 — Уничтожить всех монстров (Годзилла, Военный советник США)
- 1969 — Широта Ноль (Грифон, Манбат, Гигантская крыса, Лев)
- 1969 — Годзилла, Минилла, Габара: Атака всех монстров (Годзилла)
- 1970 — Йог: Монстр из космоса (Гезора, Ганиме)
- 1971 — Годзилла против Хэдоры (Годзилла)
- 1972 — Годзилла против Гайгана (Годзилла, офицер полиции)
- 1973 — Япония Тонет (Шофёр премьер-министра)

### Сериалы
- 1966 — Ultra Q
- 1966, 1967 — Ультрамэн (Неронга, Габора, Джирасс, Кийлла)
- 1967, 1968 — Ультра Семь (У-Том)